# 20513 Lazio
20513 Lazio (1999 RC34) là một tiểu hành tinh vành đai chính được phát hiện ngày 10 tháng 9 năm 1999 bởi F. Mallia và G. Masi ở Campo Catino Astronomical Observatory.